# Obadele Thompson
Obadele Thompson (Saint Michael, 30 marzo 1976) è un ex velocista barbadiano, bronzo olimpico sui 100 metri piani a Sydney 2000.

## Biografia
Nato a Saint Michael, Thompson frequenta l'Harrington College (il più famoso e prestigioso istituto dell'isola), per poi beneficiare di una borsa di studio dall'Università del Texas a El Paso, negli Stati Uniti d'America, dove ottiene a pieni voti una laurea in economia e commercio.
Nel 1994 stabilisce il nuovo record del mondo juniores sui 200 metri ed alle Olimpiadi di Atlanta del 1996 sfiora la medaglia di bronzo, finendo quarto nella finale della medesima specialità (vinta da Michael Johnson con un nuovo mirabolante record del mondo).
Durante gli anni 1990 Thompson si conferma sempre atleta di alto livello nelle discipline veloci, terminando ancora quarto sia nella finale dei 100 metri che in quella dei 200 metri, ai Campionati del mondo di Siviglia nel 1999.
Finalmente Thompson riesce a conquistare una medaglia, quella di bronzo, alle Olimpiadi di Sydney del 2000, concludendo al terzo posto la finale dei 100 metri dietro Maurice Greene e Ato Boldon. Nei 200 metri ottiene invece l'ennesima quarta piazza. Con la medaglia di bronzo conquistata sui 100 m diventa il primo sportivo di Barbados a vincere una medaglia olimpica.
Nell'aprile del 1996 Thompson si rende autore di un'impresa insolita e spettacolare. Durante un meeting di atletica a El Paso, in Texas, corre la gara dei 100 metri nel tempo più basso di sempre (fino al 2008, dove, sempre aiutato dal vento, Tyson Gay ha fatto registrare il tempo di 9,68 secondi), ovvero in 9,69 secondi. La IAAF però non omologa il risultato, che non figura quindi né come record mondiale né come primato personale per Thompson, dato che nell'occasione l'atleta era stato aiutato, oltre che dall'altitudine della località americana, da un vento favorevole di oltre 5 m/s (quando il limite imposto per l'omologazione di una prestazione è invece di 2,0 m/s).
Il suo primato personale ufficiale sui 100 metri è di 9,87 secondi, ottenuto a Johannesburg, in Sudafrica, nel 1998. Il suo record sui 200 metri è invece di 19,97 secondi, fatto segnare a Yokohama, in Giappone, nel 2000.
Dopo le Olimpiadi del 2000, Thompson viene insignito dell'onorificenza di ambasciatore nazionale dello sport dal primo ministro Owen Arthur.
Il 24 febbraio 2007 Thompson sposa la velocista statunitense Marion Jones, dalla quale ha un figlio nel luglio dello stesso anno.

## Palmarès
| Anno | Manifestazione    | Sede     | Evento      | Risultato        | Prestazione | Note |
| ---- | ----------------- | -------- | ----------- | ---------------- | ----------- | ---- |
| 1994 | Mondiali juniores | Lisbona  | 100 m piani | 4º               | 10"29       |      |
| 1994 | Mondiali juniores | Lisbona  | 200 m piani | Semifinale       | 21"28       |      |
| 1995 | Mondiali          | Göteborg | 100 m piani | Quarti di finale | 10"30       |      |
| 1995 | Mondiali          | Göteborg | 200 m piani | Semifinale       | 20"66       |      |
| 1996 | Giochi olimpici   | Atlanta  | 100 m piani | Semifinale       | 10"16       |      |
| 1996 | Giochi olimpici   | Atlanta  | 200 m piani | 4º               | 20"14       |      |
| 1997 | Mondiali          | Atene    | 100 m piani | Semifinale       | 10"30       |      |
| 1997 | Mondiali          | Atene    | 200 m piani | 6º               | 20"37       |      |
| 1999 | Mondiali indoor   | Maebashi | 200 m piani | Argento          | 20"26       |      |
| 1999 | Mondiali          | Siviglia | 100 m piani | 4º               | 10"00       |      |
| 1999 | Mondiali          | Siviglia | 200 m piani | 4º               | 20"23       |      |
| 2000 | Giochi olimpici   | Sydney   | 100 m piani | Bronzo           | 10"04       |      |
| 2000 | Giochi olimpici   | Sydney   | 200 m piani | 4º               | 20"20       |      |
| 2001 | Mondiali          | Edmonton | 100 m piani | Semifinale       | 10"31       |      |
| 2003 | Mondiali          | Parigi   | 100 m piani | Quarti di finale | 10"14       |      |
| 2004 | Giochi olimpici   | Atene    | 100 m piani | 7º               | 10"10       |      |
| 2005 | Mondiali          | Helsinki | 100 m piani | Quarti di finale | 10"34       |      |